# Joseph ben Abraham Gikatilla
Joseph ben Abraham Gikatilla (em hebraico: יוסף בן אברהם ג'יקטיליה; em castelhano: Chiquitilla; Medinaceli, Castela-a-Velha, 1248 (777 anos) – Peñafiel, c.1305) foi um cabalista castelhano. Por muito tempo aluno de Abraão Abulafia, é considerado o maior cabalista espanhol, cujos escritos influenciaram Moisés de Leão (que para muitos é verdadeiro autor do Zohar).

## Panorama geral

#### Vida
Gikatilla foi durante algum tempo um aluno do cabalista Abraão Abulafia, por quem ele é altamente elogiado; seu conhecimento cabalístico tornou-se tão profundo que ele aparentemente era capaz de fazer milagres, por causa disso, o chamavam de "José Baal HaNissim." Como seu mestre, Gikatilla ocupou-se com combinações místicas e transposições de letras e números; de fato, Abulafia o considerava o continuador de sua escola.
Mas Gikatilla não era um adversário da filosofia; pelo contrário, ele tentou reconciliar a filosofia com a Cabalá, declarando que esta é a base da primeira. Ele, no entanto, lutou contra a ciência superior, isto é, misticismo. Suas obras, em geral, representam um desenvolvimento progressivo do insight filosófico do misticismo. Seu primeiro trabalho sobre filosofia e o Talmud, mostra que ele tinha um conhecimento considerável das ciências seculares e que ele estava familiarizado com as obras de ibne Gabirol, ibne Ezra, Maimônides e outros.

#### Escritos

##### Sistema de Guemátria
Gikatilla foi um escritor prolífico; ele escreveu seu primeiro trabalho Ginnat Egoz quando tinha apenas 26 anos. É um tratado cabalístico em três partes. O título significa "jardim de nozes," "Ginnat", consistindo nas iniciais de "Guemáṭria", "Notariqon", "Temurá," os três elementos principais da Cabalá, enquanto "Egoz" (a noz) é o emblema do misticismo; as parte tratam:
1. A primeira parte, em cinco capítulos, trata dos vários nomes de Deus que ocorrem no Tanak. De acordo com Gikatilla, "YHWH"é o único nome que representa a substância de Deus; os outros nomes são meramente predicados dos atributos divinos "YHWH" representa Deus como Ele é, enquanto "Eloim" denota Deus como o poder criativo. O nome "Tzeva'ot," diz ele, aplica-se a todos os seres das três naturezas, terrena, celestial (ou esferas), espíritos (ou formas). A interpretação de צבאות‬ (hospedeiro) as צבא אותיות ("hospedeiro das letras").
2. A segunda parte, que trata das letras do alfabeto. Ele declara que o número dez emanou de YHWH, a causa primitiva, é a fonte de todo ser; ele tenta provar sua afirmação por combinações diferentes baseadas em religião, filosofia, física e misticismo. Ele mostra que a visão talmúdica de que o espaço está cheio de espíritos concorda com a crença dos filósofos de que não há vácuo. Ele também trata aqui das revoluções do sol e da lua, dando os tamanhos relativos dos planetas.
3. A terceira parte é um tratado, em quatro capítulos, sobre as vogais. As três vogais primitivas, "ḥolem", "shuruḳ" e "ḥiriḳ", representam os mundos superior, médio e inferior; os três compostos, "ẓere", "segol" e "shewa", representam a composição ou a construção dos mundos; os "pataḥ" e "ḳameẓ" representam seus movimentos.

Gikatilla às vezes critica o "Sefer Yetzirá" e o "Pirḳe Heikalot". Os sete céus, são identificados por ele com os sete planetas. Ele considera Maimonides em grande estima, mesmo quando se opõe a ele, e o cita muito frequentemente. Outras autoridades citadas por ele são Ibn Gabirol, Samuel ibn Nagrella e Abraham ibn Ezra.
Isaac b. Samuel de Acre em seu "Me'irat 'Enayyim" critica severamente Gikatilla pelo uso livre demais do Santo Nome.
Em outra obra, "Sha'are Oraḥ", ou "Sefer ha-Oraḥ", que trata de dez capítulos com os nomes de Deus, Gikatilla toma uma atitude um tanto hostil à filosofia. Ele cita apenas o "Sefer Yetzirá" e o "Pirḳe Heikalot", e há até mesmo uma contradição de suas visões anteriormente declaradas sobre as esferas. Landauer, portanto, nega a autoria de Gikatilla deste trabalho, embora seja creditado a ele por todos os autores antigos.
Essas diferenças, no entanto, são meramente indicativas da transição de Gikatilla de filósofo para místico. O "Sha'are Oraḥ" é citado por Shem-Ṭov ben Shem-Ṭov, Moisés al-Ashḳar e Judá Ḥayyaṭ e longos trechos dele são inseridos por Reuben ben Hoshke em seu "Yalḳuṭ Reubeni." Foi traduzido para o latim por Paul Ricius e usado por Reuchlin como uma defesa contra seus adversários. "Sha'are Ẓedeḳ", ou "Sha'ar ha-Shamayim", um tratado de Gikatilla sobre as dez esferas, é apenas uma reformulação do "Sha'are Oraḥ". Em diferentes manuscritos da obra, o nome do autor é escrito de várias maneiras: "Gribzul", "Karnitol" e "Necatil", todas corrupções para "Gikatilla".

###### Outros trabalhos
"Hassagot" (inédito) consiste em restrições sobre o "Moreh," Gikatilla usou a tradução de Al-Ḥarizi, na qual ele corrige muitos erros e algumas vezes difere de Maimônides. Parece que ele escreveu o "Hassagot" no início de sua carreira literária, quando ele era mais filósofo e menos místico. Suas outras obras são as seguintes: "Sefer ha-Niud", explicação mística das vogais, incluída no "Arze Líbano;" "Sod ha-Ḥashmal," segundo Zunz idêntico ao "Perush Merkabah," um comentário cabalístico sobre a visão de Ezequiel, também impresso com o "Arze Líbano;" "Paofnat Pa'aneaḥ," comentário sobre o "Pesaḥ Hagadá;" "Sodot ha-Miẓwot," explicação cabalística dos mandamentos; "Iggeret," ensaios cabalísticos; "Teshubot," responsa; "Sha'ar Meshalim," ensaio cabalístico em 138 parágrafos; "Oẓar ha-Kabod," segundo Jellinek, o mesmo que o "Sodot ha-Miẓwot," um comentário sobre Shir HaShirim. Jellinek pensa que Gikatilla compôs um tratado cabalístico intitulado "Heikalot" do mesmo personagem que o "Pirḳe Hekalot."

### Biografia
- Jellinek, Beitrüge zur Gesch. der Kabbala, ii. 61 et seq.;
- Zunz, Additamenta (to the catalogue of the Hebrew manuscripts in Leipsic), pp. 320-321;
- Cassel, in Ersch and Gruber, Encyc. section ii., part 31, pp. 76-80;
- S. Sachs, in Ha-Yonah, p. 80;
- Landauer, in Orient, Lit. vi. 227-228;
- Carmoly, Itinéraires, p. 276;
- Grätz, Gesch. 3d ed., pp. 194, 198;
- Steinschneider, Cat. Bodl. cols. 1461-1470.
- Federico Dal Bo, Emanation and Philosophy of Language. An Introduction to Joseph ben Abraham Giqatilla, Los Angeles, Cherub Press, 2019.